# Alfabeto arabo in chat
L'alfabeto arabo in chat consiste in una traslitterazione basata sull'alfabeto latino, con l'aggiunta di particolari caratteri speciali a identificare le lettere arabe senza un equivalente latino; un tempo usato negli SMS e nella prima messaggistica istantanea, in genere vi si ricorre ogni qualvolta l'alfabeto arabo non sia disponibile.

## Storia
Durante gli ultimi decenni e specialmente negli anni 1990, le tecnologie di comunicazione testuale di origine occidentale sono diventate sempre più diffuse nel mondo arabo e hanno trovato applicazione per i computer, l'internet, le comunicazioni via posta elettronica, bulletin board system, chat IRC, messaggistica istantanea e via cellulare (SMS). Molte di queste tecnologie erano originariamente basate solamente sull'alfabeto latino (quello inglese, senza segni diacritici speciali), ed alcune di esse sono ancora prive dell'alfabeto arabo come caratteristica opzionale. Di conseguenza, i locutori del mondo arabo iniziarono a comunicare fra loro traslitterando il testo arabo in inglese utilizzando l'alfabeto latino, mentre per le lettere che non avevano un chiaro equivalente fonetico nell'alfabeto latino iniziarono a servirsi dei numeri e dei caratteri ortografici normalmente reperibili sulle tastiere occidentali. Per esempio, la cifra «3» venne utilizzata per rappresentare la lettera araba ع (ayn o fricativa faringale sonora).
Questo tipo di traslitterazione non ha un nome universale, in quanto relativamente recente e adoperato solamente in contesti informali. Alcuni lo hanno battezzato «Alfabeto arabo in chat» perché prevalentemente usato per comunicare mediante chat, mentre in ambito anglosassone è anche noto col nome di Aralish, neologismo creato dalla fusione di Arabic («arabo») e English («inglese»). Nel mondo arabo si parla invece di عربية الدردشة, letteralmente «arabo della chat»: uno dei primi paesi in cui ha trovato diffusione è stato l'Egitto.

## Utilizzo
La comunicazione in linea, specie quella via chat e blog, funziona talora con sistemi o protocolli che non supportano codepage o set di caratteri alternativi; pertanto, si è reso necessario l'adattamento dei caratteri latini alle esigenze di una lingua diversa, ideando per l'appunto l'alfabeto semplificato da chat. Nel frattempo, questo sistema ha raggiunto una tale popolarità da essere usato pure nei nomi di domini Internet (come Qal3ah).
L'alfabeto arabo da chat è usato comunemente dai giovani del mondo arabo in contesti molto informali, ossia comunicando con gli amici o altri giovani. Viceversa, non è mai utilizzato in ambiti formali e rarissimamente, se del caso, per messaggi lunghi. La lunghezza di ogni singolo messaggio nell'alfabeto arabo da chat supera difatti raramente un paio di frasi alla volta.
Anche se oramai la lingua araba è integrata con Windows XP e macOS, nei forum di internet e nei programmi di messaggistica istantanea (come Windows Live Messenger o Yahoo! Messenger) l'alfabeto arabo da chat continua ad essere usato perché non sempre sono disponibili tastiere arabe. Vi sono anche molte persone che non sono in grado di usare una tastiera araba, in quanto è molto più complicata di quella inglese.

## Tabella comparativa
A causa della natura informale del sistema di traslitterazione della lingua araba nelle chat, non vi è nessuna variante corretta o ufficiale, cosicché alcuni caratteri possono comparire con diversi significati (ad es. «6», che è utilizzato a volte sia per ط, sia per ح).
Gran parte dei caratteri di questo sistema deriva dalla lettera inglese che si avvicina maggiormente dal punto di vista fonetico alla lettera araba che si intende esprimere (ad esempio, ﻙ corrisponde a k). Tale semplificazione può assumere esiti differenti a seconda della varietà regionale di arabo presa in considerazione: infatti, la lettera araba ﺝ può essere traslitterata come «j» nei dialetti della penisola arabica (in cui è pronunciata appunto [ʤ]) e come «g» in arabo egiziano ([ɡ]), mentre nei paesi del maghreb corrisponde al fono [ʒ].
Le lettere arabe che non hanno una lettera paragonabile nell'alfabeto latino sono spesso espresse con l'uso di numeri o altri caratteri, secondo un criterio di somiglianza grafica (ad es., la lettera «ﺡ» è sovente rappresentata col numero «7», mentre per traslitterare la lettera «ع» si fa uso del numero «3», che la richiama graficamente in quanto ne è la rappresentazione specchiata). Dato che molte lettere arabe si distinguono dalle altre solamente per via di uno o più punti segnati graficamente sopra o sotto il corpo della lettera stessa, nell'effettuare la conversione si usa frequentemente la lettera base preceduta o seguita da una virgola o un apostrofo (ad es., 3' per rappresentare la lettera غ).
| Isolata | Iniziale            | Centrale            | Finale              | Alfabeto arabo in chat | Valore fonetico (IPA)          |
| ------- | ------------------- | ------------------- | ------------------- | ---------------------- | ------------------------------ |
| ﺀ       | أ ؤ إ ئ ٵ ٶ ٸ, ecc. | أ ؤ إ ئ ٵ ٶ ٸ, ecc. | أ ؤ إ ئ ٵ ٶ ٸ, ecc. | 2                      | [ʔ]                            |
| ﺍ       | —                   | —                   | ﺎ                   | a                      | vario, tra cui [aː]            |
| ﺏ       | ﺑ                   | ﺒ                   | ﺐ                   | b                      | [b]                            |
| ﺕ       | ﺗ                   | ﺘ                   | ﺖ                   | t                      | [t]                            |
| ﺙ       | ﺛ                   | ﺜ                   | ﺚ                   | s / th                 | [θ]                            |
| ﺝ       | ﺟ                   | ﺠ                   | ﺞ                   | g / j                  | [ʤ] / [ɡ]                      |
| ﺡ       | ﺣ                   | ﺤ                   | ﺢ                   | 7                      | [ħ]                            |
| ﺥ       | ﺧ                   | ﺨ                   | ﺦ                   | 5 / 7' / kh            | [x]                            |
| ﺩ       | —                   | —                   | ﺪ                   | d                      | [d]                            |
| ﺫ       | —                   | —                   | ﺬ                   | z / th / dh            | [ð]                            |
| ﺭ       | —                   | —                   | ﺮ                   | r                      | [r]                            |
| ﺯ       | —                   | —                   | ﺰ                   | z                      | [z]                            |
| ﺱ       | ﺳ                   | ﺴ                   | ﺲ                   | s                      | [s]                            |
| ﺵ       | ﺷ                   | ﺸ                   | ﺶ                   | sh / 4                 | [ʃ]                            |
| ﺹ       | ﺻ                   | ﺼ                   | ﺺ                   | S / 9                  | [sˁ]                           |
| ﺽ       | ﺿ                   | ﻀ                   | ﺾ                   | D / 9'                 | [dˁ]                           |
| ﻁ       | ﻃ                   | ﻄ                   | ﻂ                   | TH / T / 6             | [tˁ]                           |
| ﻅ       | ﻇ                   | ﻈ                   | ﻆ                   | Z / TH / 6'            | [ðˁ] / [zˁ]                    |
| ﻉ       | ﻋ                   | ﻌ                   | ﻊ                   | 3                      | [ʕ] / [ʔˁ]                     |
| ﻍ       | ﻏ                   | ﻐ                   | ﻎ                   | gh / 3'                | [ɣ] / [ʁ]                      |
| ﻑ       | ﻓ                   | ﻔ                   | ﻒ                   | f / ph                 | [f]                            |
| ﻕ       | ﻗ                   | ﻘ                   | ﻖ                   | q / 8                  | [q]                            |
| ﻙ       | ﻛ                   | ﻜ                   | ﻚ                   | k                      | [k]                            |
| ﻝ       | ﻟ                   | ﻠ                   | ﻞ                   | l                      | [l], [lˁ] (solamente in Allāh) |
| ﻡ       | ﻣ                   | ﻤ                   | ﻢ                   | m                      | [m]                            |
| ﻥ       | ﻧ                   | ﻨ                   | ﻦ                   | n                      | [n]                            |
| ﻩ       | ﻫ                   | ﻬ                   | ﻪ                   | h                      | [h]                            |
| ﻭ       | —                   | —                   | ﻮ                   | w                      | [w] , [uː]                     |
| ﻱ       | ﻳ                   | ﻴ                   | ﻲ                   | i / y / ee             | [j] , [iː]                     |

## Esempi
thahab ma3a alree7
arabo standard: ذهب مع الريح
italiano: andò col vento (titolo arabo di "Via col vento")
alsalam 3alikom wa ra7mato Allah wa barakatoh
arabo standard: السلام عليكم ورحمة الله وبركاته
italiano: La pace su di voi e la clemenza di Dio e la sua benedizione (un saluto comune nel mondo arabo)
ba9al aw 6ama6em / basal aw tamatem
arabo standard: بصل أو طماطم
italiano: cipolla o pomodoro
bri6ania al3o'6ma / britanya el 3ozma
arabo standard: بريطانيا العظمى
italiano: Gran Bretagna